# Waasmont
Waasmont (Frans: Wamont, Waals: Wåmont ) is een dorp in de Belgische provincie Vlaams-Brabant en een deelgemeente van Landen. Waasmont was een zelfstandige gemeente tot aan de gemeentelijke herindeling van 1965.

## Etymologie
De oudste vermelding stamt uit 946 en maakt gewag van UUasmont. Eind 12de eeuw is er sprake van Uaso monte. De naam bestaat etymologisch uit een Germaans en een Romaans element: wasu ("drassige grond") en de accusatief montem ("berg").

## Bezienswaardigheden
- De "Plattetombe" , een reusachtige tumulus met een wandelpad "Pepijn" om de omgevingen te bezoeken.
- Het Kasteel van Waasmont
- De Sint-Pancratiuskerk

## Natuur en landschap
Waasmont ligt in Droog-Haspengouw op een hoogte van 94 meter (kerk), naar het zuidoosten geleidelijk oplopend tot 116 meter.

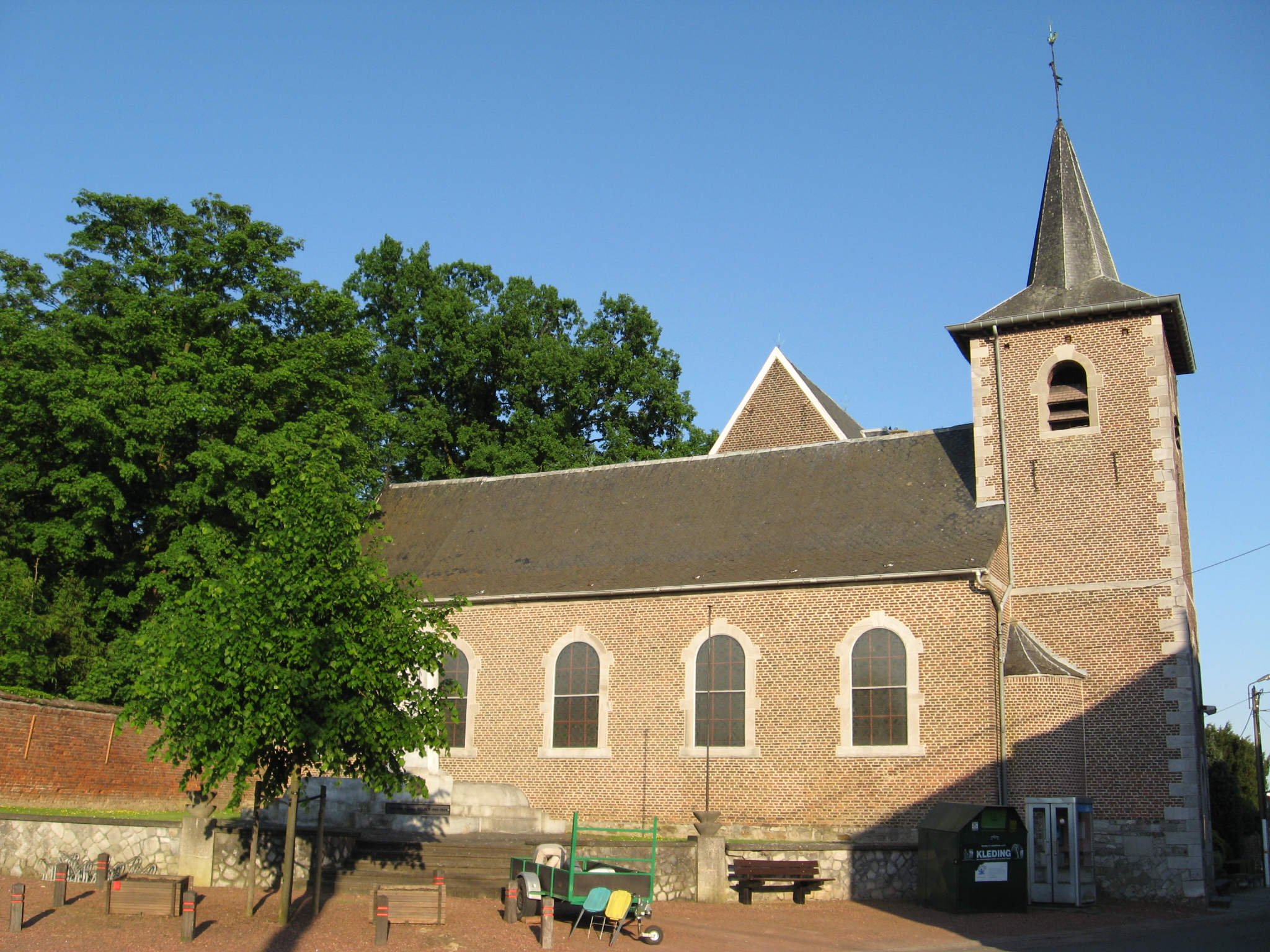
Sint-Pancratiuskerk
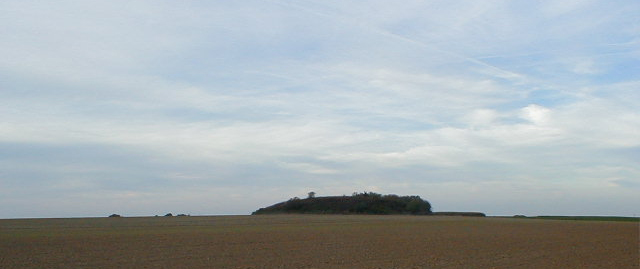
Plattetombe van Waasmont
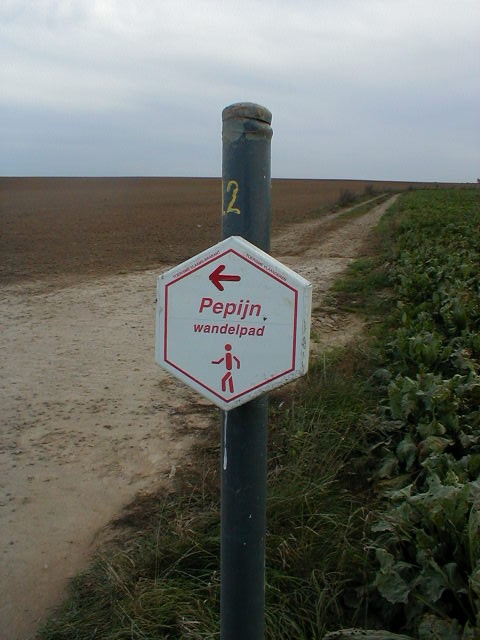
Wandelpad "Pepijn"
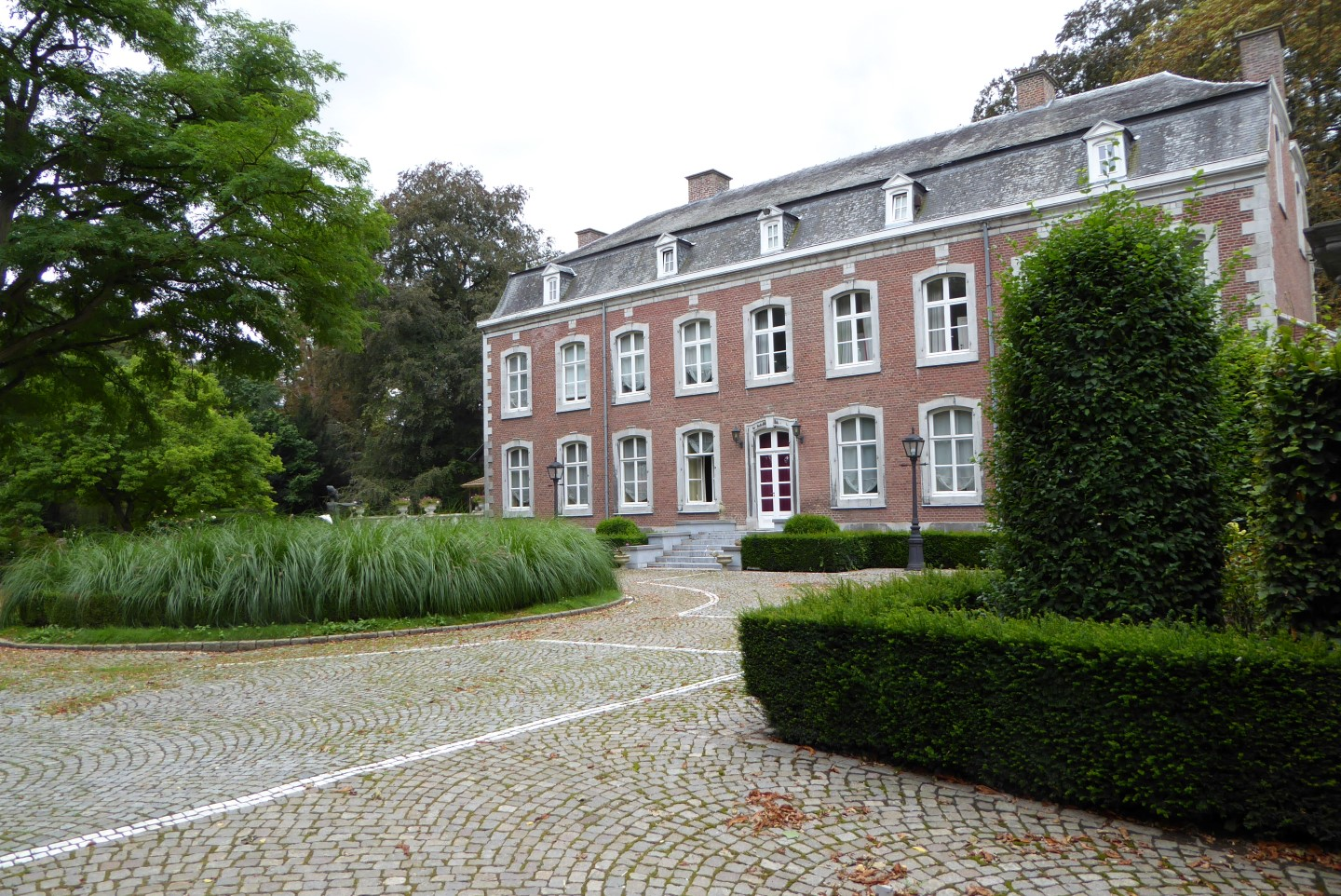
Kasteel van Waasmont (1783)

## Demografische ontwikkeling
- Bronnen:NIS, Opm:1831 tot en met 1961=volkstellingen

## Nabijgelegen kernen
Lijsem, Walshoutem, Landen, Raatshoven
Deelgemeenten: Attenhoven · Eliksem · Ezemaal · Laar · Landen · Neerlanden · Neerwinden · Overwinden · Rumsdorp · Waasmont · Walsbets · Walshoutem · Wange · Wezeren

Belgische gemeenten · Arrondissement Leuven · Vlaams-Brabant · Vlaanderen